# Campeonato Mundial de Halterofilia de 1965
El XL Campeonato Mundial de Halterofilia se celebró en Teherán (Irán) entre el 27 de octubre y el 3 de noviembre de 1965 bajo la organización de la Federación Internacional de Halterofilia (IWF) y la Federación Iraní de Halterofilia.
En el evento participaron 85 halterófilos de 24 federaciones nacionales afiliadas a la IWF.

## Medallistas
| Evento  | Oro                                    | Plata                              | Bronce                             |
| ------- | -------------------------------------- | ---------------------------------- | ---------------------------------- |
| 56 kg   | Imre Földi · Hungría · 360,0           | Shiro Ichinoseki Japón 355,0       | Yoshiyuki Miyake Japón 345,0       |
| 60 kg   | Yoshinobu Miyake Japón 385,0           | Mieczysław Nowak · Polonia · 375,0 | Rudolf Kozłowski · Polonia · 360,0 |
| 67,5 kg | Waldemar Baszanowski · Polonia · 427,5 | Marian Zieliński · Polonia · 425,0 | Vladimir Kaplunov URSS 415,0       |
| 75 kg   | Viktor Kurentsov URSS 437,5            | Werner Dittrich RDA 437,5          | Alexandr Kurynov URSS 432,5        |
| 82,5 kg | Norbert Ozimek · Polonia · 472,5       | Alexandr Kidiayev URSS 460,0       | Jerzy Kaczkowski · Polonia · 445,0 |
| 90 kg   | Louis Martin Reino Unido 487,5         | Vladimir Golovanov URSS 480,0      | Géza Tóth · Hungría · 462,5        |
| +90 kg  | Leonid Zhabotinski URSS 552,5          | Gary Gubner Estados Unidos 545,0   | Károly Ecser · Hungría · 522,5     |

1. 1 2 3  Fuerza (kg) + arrancada (kg) + dos tiempos (kg) = TOTAL (kg)

## Medallero
| Núm. | País           | Oro | Plata | Bronce | Total |
| ---- | -------------- | --- | ----- | ------ | ----- |
| 1    | Polonia        | 2   | 2     | 2      | 6     |
| 1    | URSS           | 2   | 2     | 2      | 6     |
| 3    | Japón          | 1   | 1     | 1      | 3     |
| 4    | Hungría        | 1   | 0     | 2      | 3     |
| 5    | Reino Unido    | 1   | 0     | 0      | 1     |
| 6    | RDA            | 0   | 1     | 0      | 1     |
| 6    | Estados Unidos | 0   | 1     | 0      | 1     |
|      | TOTAL          | 7   | 7     | 7      | 21    |